# Station de Bad Aibling
La station de Bad Aibling (en abrégé BAS, également connue sous le nom de Field Station 81, désignée officiellement comme 18e station de l’agence de sécurité de l’armée des États-Unis ou pseudonyme Hortensie III) est une station satellite exploitée par l’agence de renseignement allemande Bundesnachrichtendienst (BND) à Bad Aibling, en Bavière.
Créée par le Bloc de l'Ouest en 1947, elle a été gérée par la National Security Agency (NSA) des États-Unis jusqu'au début des années 2000, lorsque les opérations ont été progressivement transférées à la BND en raison de l'indignation du public pour les opérations de surveillance américaines en Allemagne.
Dans le cadre du réseau mondial de surveillance ECHELON, Bad Aibling est le plus grand poste d’écoute en dehors de la Grande-Bretagne et des États-Unis.

## Historique
En 1936, le gouvernement national-socialiste allemand établit un aérodrome militaire sur le site d'un aérodrome sportif à Bad Aibling-Mietraching. Après la Seconde Guerre mondiale, les troupes de l’armée des États-Unis ont saisi l’aéroport militaire («Fliegerhorst» et base d’entraînement au vol). Initialement, les Américains l’utilisèrent comme camp de prisonniers de guerre. Günter Grass et Joseph Ratzinger (plus tard le pape Benoît XVI), se seraient rencontrés en tant que prisonniers.
Après la libération des derniers prisonniers en 1946, les bases aériennes ont été transformées en camps de réfugiés pour les anciens membres de l’armée royale yougoslave qui avaient été déportés en Allemagne pendant la guerre. Le camp de Bad Aibling a d'abord été dirigé par l'UNRRA et plus tard par l'IRO. En 1948, les occupants yougoslaves ont été transférés dans un autre camp de personnes déplacées à Munich, ouvrant la voie à un nouveau projet de secours: le village d’enfants IRO de Bad Aibling, qui accueillait plus de 2 300 enfants et jeunes non accompagnés victimes de la guerre, et qui représentait plus de 20 nationalités. Une équipe internationale de secouristes, dont un groupe de quakers de l'AFSC, s'est occupée des enfants jusqu'à la fermeture du village à la fin de 1951.
En 1952, l’armée américaine prend le contrôle de la zone. Depuis qu'un accord de quatre puissances a adopté la neutralité de l'Autriche en 1955, les appareils d'écoute américains qui s'y trouvaient ont dû être abandonnés. Ils ont été transférés à Bad Aibling et, pendant la guerre froide, la station de terrain 81 a été convertie par l’Agence de sécurité de l’armée des États-Unis (ASA) en une station de surveillance des communications destinée aux services de renseignements américains.
En 1971, la National Security Agency (NSA) et le département de la Défense des États-Unis ont pris le commandement du site à l’armée américaine. Simultanément, l’Agence de sécurité de l’armée a transféré la plupart de ses activités en Allemagne de l’Ouest depuis ses stations de terrain situées à Rothwesten, Bad Aibling et Herzogenaurach jusqu’à Augsbourg.
En 1994, la NSA a transféré le commandement de sa base de Bad Aibling à l’INSCOM, l’un des services centraux de sécurité des États-Unis.
Après la fin de la guerre froide, les Américains eurent l’intention de fermer la station de Bad Aibling. Les attentats du 11 septembre 2001 ont retardé ces plans.
Dans les environs de Bad Aibling, une base du Bundesnachrichtendienst (BND) a toujours existé dans l’ancienne caserne de la Bundeswehr. La restructuration de la communauté du renseignement américain après le 11 septembre 2001 a provoqué la fermeture de la station de Bad Aibling le 30 septembre 2004. La base a été rendue à la République fédérale d’Allemagne. Les informations découvertes par Der Spiegel en 2013 à partir des fuites d'Edward Snowden indiquent que la NSA continue d'être présente à Bad Aibling, avec le soutien du BND. Les fonctions de la NSA sont hébergées dans un bâtiment recouvert de métal connu sous le nom de "Tin Can".

Insigne de la NSA

## Occupants connus
- Différentes divisions de la NSA (détails inconnus)
  - TASCOM, APO 09108 / 09098 - Carl Mosher[12] 1972 & 1973
- HOC 718th Military Intelligence Brigade
- C COMPANY 66th Military Intelligence Group
- Air Force-402ND Intelligence Squadron
- 108th Military Intelligence Group (anciennement 718th MI Group)
- Navy-NSGA (Naval Security Group Activity)
- 18th USASAFS Field Station
- 312th ASA Battalion
- 320th ASA Battalion
  - Headquarters Company
  - 180th ASA Company
  - 181st ASA Company
  - 186st ASA Company
- British Royal Signals Detachment (UK)

## Importance pour les services secrets
La station de Bad Aibling était une importante station de surveillance du système Echelon (RSOC, centre d'opérations régional SIGINT) qui employait jusqu'à 1 000 membres de personnel. Sa tâche consistait à acquérir des informations pour les autorités américaines et d'autres services de renseignement étroitement associés, par exemple du Royaume-Uni. L’affaire López, qui a été éclaircie par une surveillance téléphonique du BAS, a attiré une audience mondiale.
Selon les déclarations officielles, le BAS était chargé de: "Relais radio rapides et sécurisés communs, soutien aux commandements unifiés et interdépendants, HF et satellites communs à moyen et long terme, recherche physique des communications, test et évaluation d'équipements communs".
Seuls quelques détails sont connus. Des avis sérieux, cependant, soutiennent l’hypothèse que le BAS a surveillé de nombreux canaux de communication, y compris la communication sans fil, la téléphonie et le trafic Internet; en particulier la communication avec les satellites, également en dehors du système Intelsat.

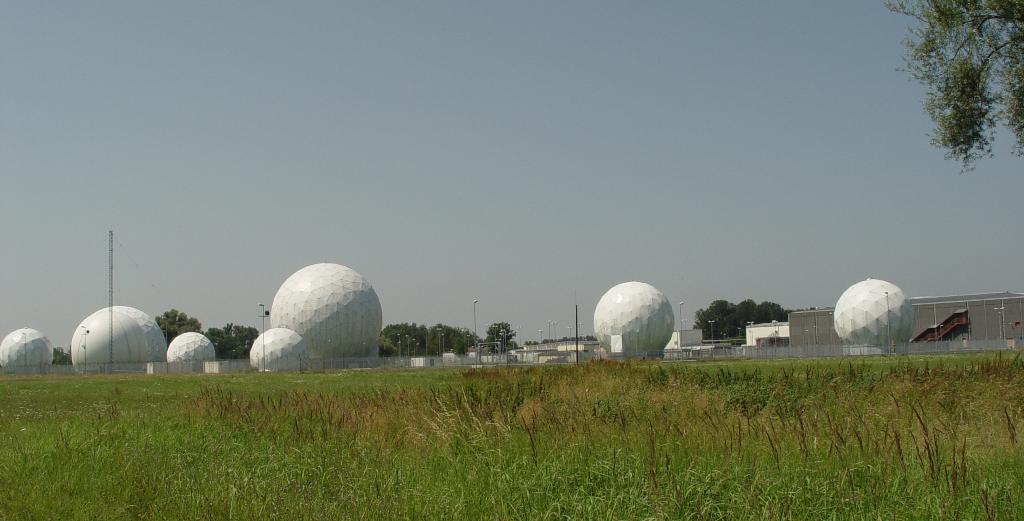
Field Station 81
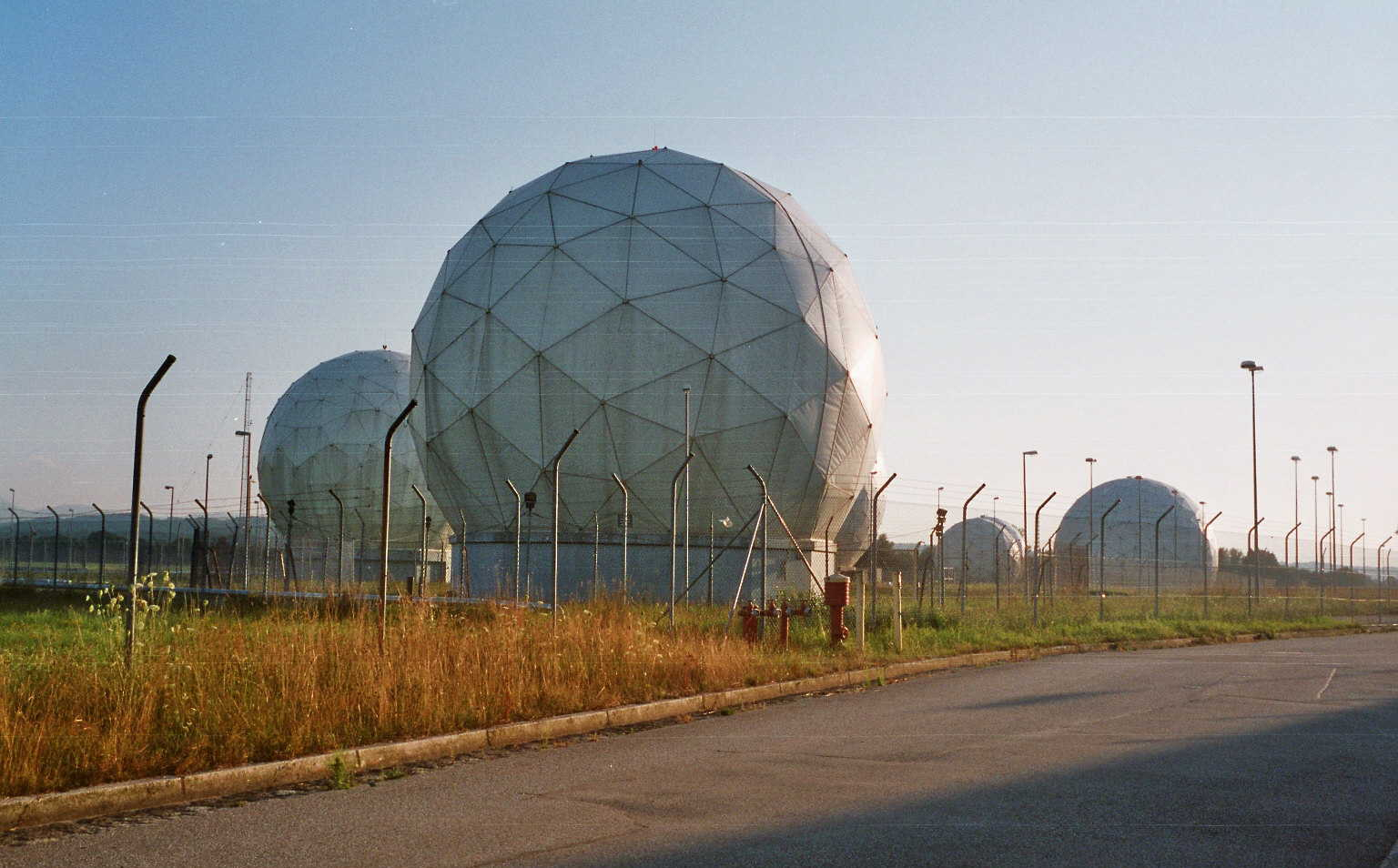
Radôme de la station
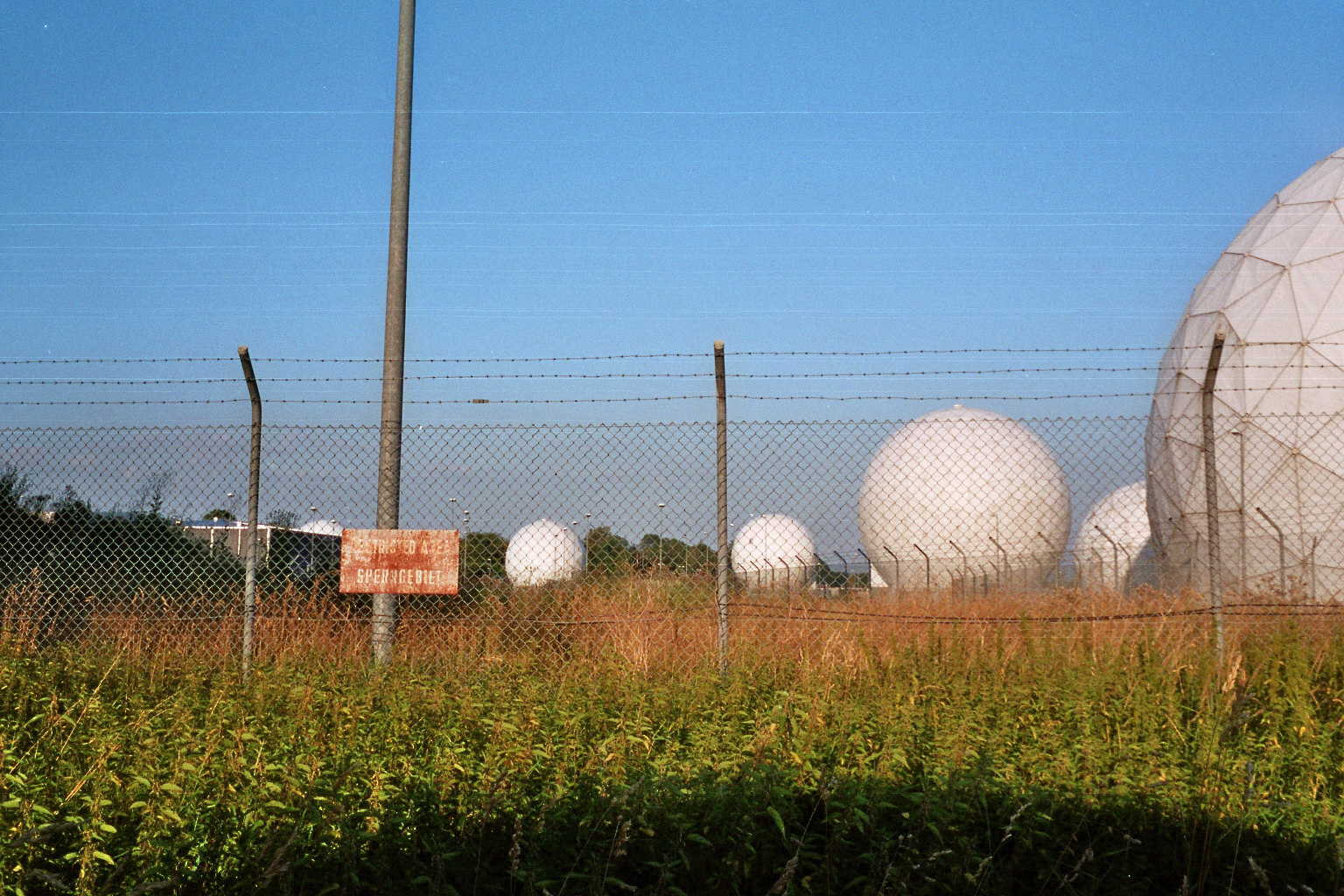
Champ de radômes
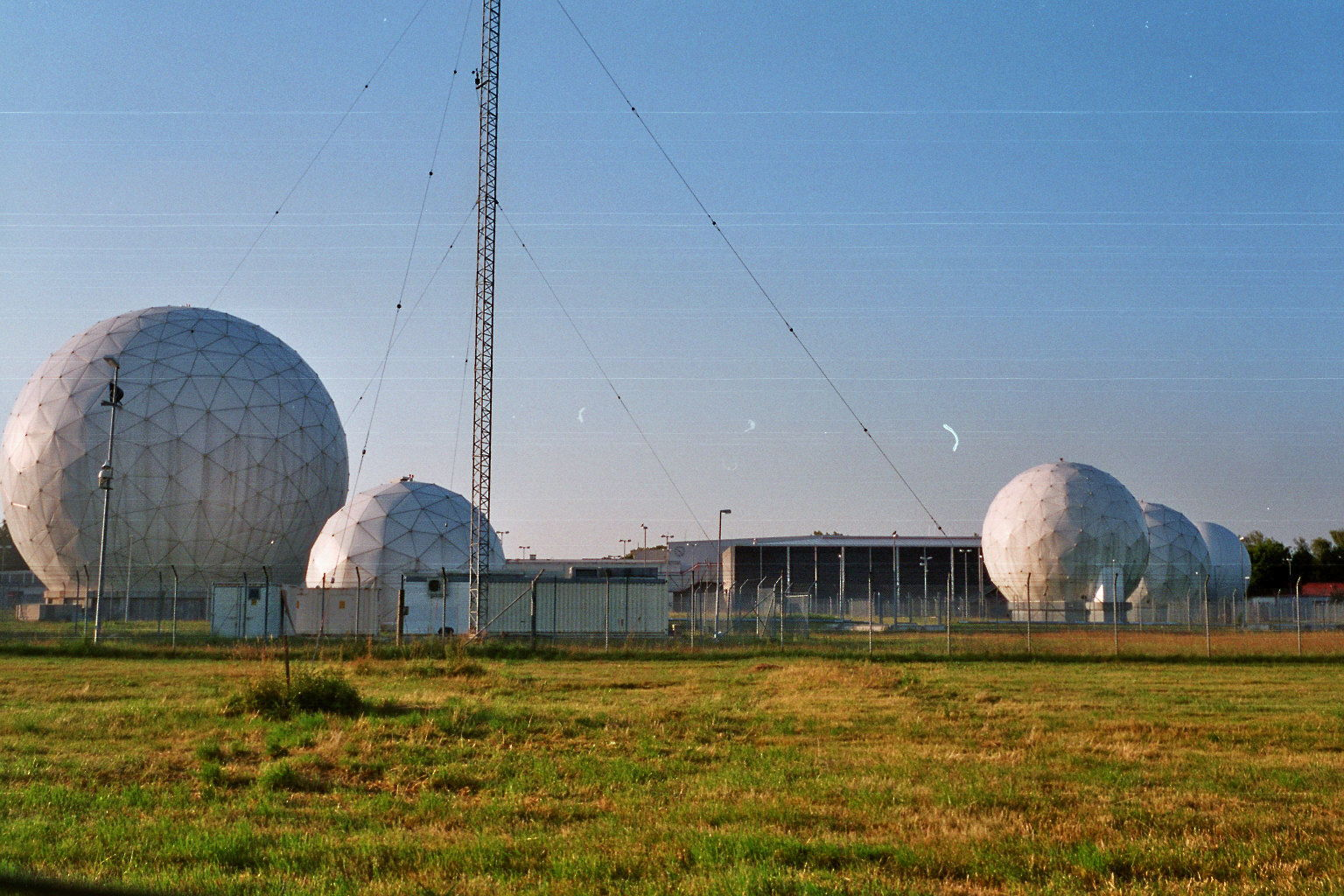
Champ de radômes
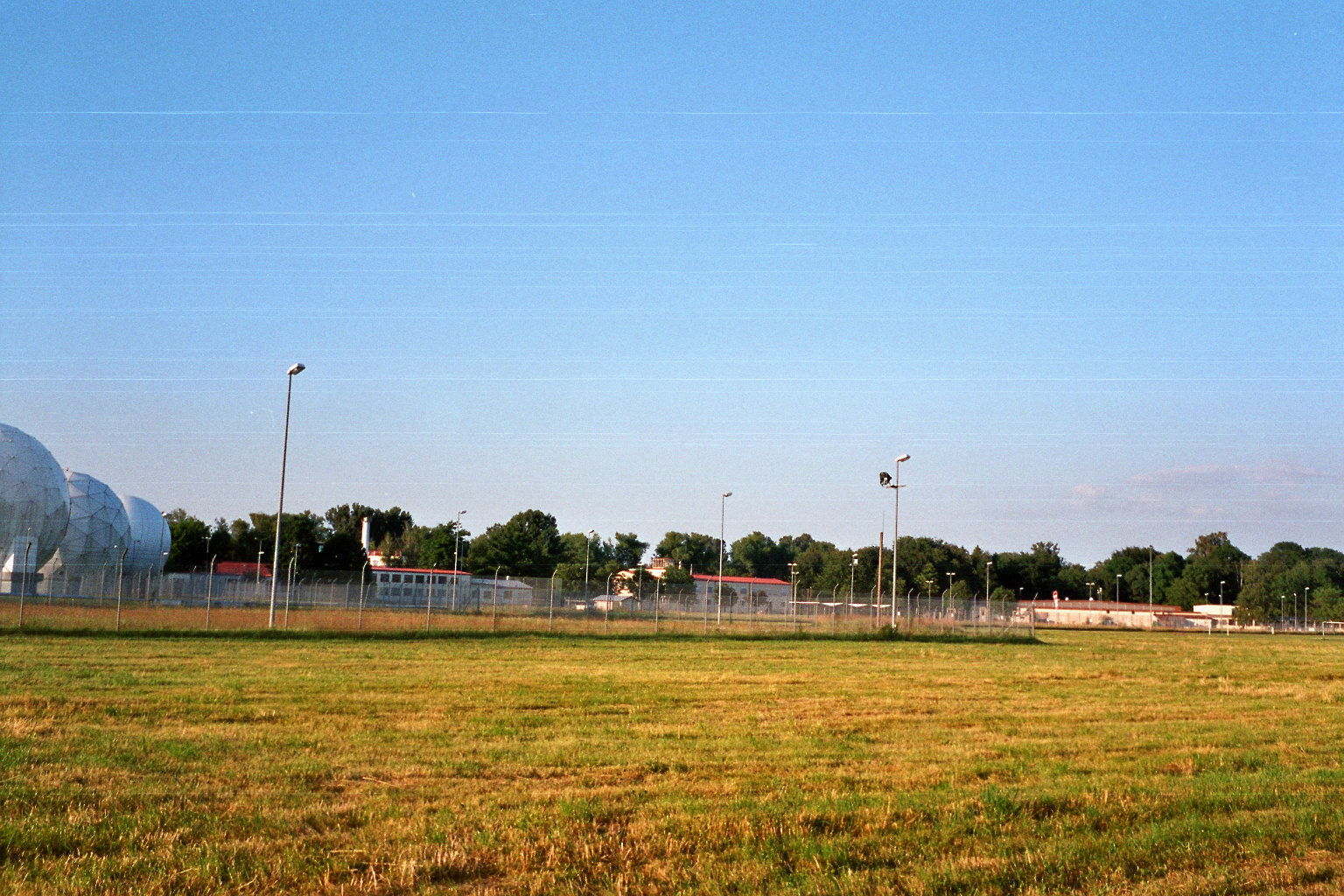
Zone centrale vue du sud